# La Soumission du prince Dipo Negoro au général De Kock
La Soumission du prince Dipo Negoro au général De Kock est un tableau peint par Nicolaas Pieneman vers 1830-1835.

## Description
Le tableau, d'une dimension de 77 × 100 cm, représente le prince javanais Diponegoro après sa capture par le général hollandais Hendrik Merkus de Kock le 28 mars 1830.
Il est exposé au Rijksmuseum Amsterdam.